# Kognat (lingvistik)
Kognat (även släktord) är en beteckning för ord som har gemensamt ursprung eller etymologi. Orden kan finnas i både samma och skilda språk. Ord i skilda språk som betraktas som kognater har vanligtvis haft lång historia i respektive språk och kan skilja sig vad gäller betydelse, uttal och stavning; sentida lånord brukar alltså inte betraktas som kognater i strikt mening.
Exempel på kognater i svenska och engelska: 
- Broder - brother
- Orm -  worm
- Snok - snake

I de två senare exemplen har ordens betydelse förskjutits under de 1500 år som gått sedan språken skildes åt. Ordens betydelse tenderar att ändras snabbare än deras uttal. Över ännu större tidsperioder kan betydelseskillnaden bli så stor att man inte intuitivt uppfattar orden som besläktade trots att de fortfarande låter snarlika. Förgreningen mellan sanskrit, spanska och svenska i det urindoeuropeiska språket skedde för minst 4500 år sedan. Orden yoga, junta och ok (urnordiska "jok"), går alla tillbaka på ett ord som betydde "sätta ihop".

## Utökat exempel
Exempel på kognater i indoeuropeiska språk är nama (fornengelska), name (engelska), namn (svenska), nōmen (latin), onoma (klassisk grekiska), ainm (forniriska), imę (kyrkslaviska), lāman (hettitiska), emnes (preussiska), nāman (sanskrit), nāma (fornpersiska), ñom/ñem (tochariska A/B), anun (armeniska) och emër/êmën (albanska). Alla betyder namn och härleds från urindoeuropeiskans *H₁nōm-n̥-.

### Fotnoter
1. ↑  Svenska Akademiens ordbok, SLÄKT (1978) Arkiverad 5 mars 2016 hämtat från the Wayback Machine..

### Webbkällor
- ”Svenska Akademiens ordbok”. Svenska Akademien. http://g3.spraakdata.gu.se/saob. Läst 27 februari 2009.